# Oguma Hideo
Oguma Hideo (japánul: 小熊秀雄; Otaru, 1901. szeptember 9. –  Tokió (Tosima), 1940. november 20.) japán költő. A proletárirodalmi mozgalom japán alkotója, gyermektörténetek, képregények és irodalomkritika írója.

## Élete és munkássága
A középiskolai tanulmányok befejezése után különféle munkákat végzett, mígnem 1922-ben az Aszahikava Sinbun (旭川新聞) újság alkalmazottja lett. Ekkortájt kezdett el verseket és meséket írni. 1928-ban Tokióba ment, és folytatta a versírást, de szegénység és betegség gyötörte.

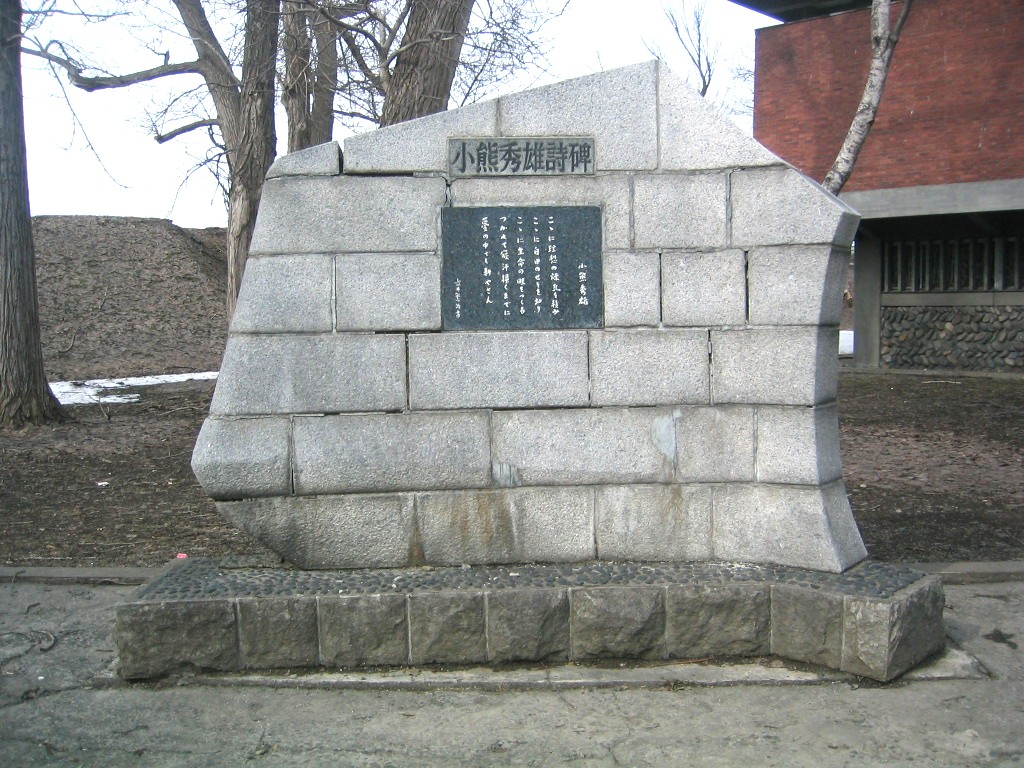
Emlékkő verssel

1931-ben csatlakozott a „Proletár Költők Szövetségéhez” (プロレタリア詩人会). Az orosz irodalom, például Puskin lelkes olvasójaként rugalmas, de hajthatatlan álláspontot képviselt Japán születőben lévő militarizmusa idején. A proletárirodalomban egyedülálló volt „csevegésként” írt költészetével, korának változatos kritikájával.
1935-ben megjelentek a Oguma Hideo sisú (小熊秀雄詩集) Oguma Hideo versgyűjtemény és Tobu szori (飛ぶ橇) Repülő szán művei. Ezt követte a Naganaga súja (長長秋夜) Hosszú, hosszú őszi esték és a Rjúmin sisú (流民詩集) Nomád költészeti gyűjtemény. Míg festményekről és festőkről írt, saját festményeket hagyott hátra, többnyire vázlatokat. Aktív szerepet játszott az Endzsu (槐) és a Gendai Bungaku (現代文学) című irodalmi folyóiratok elindításában, de 1940-ben fiatalon meghalt tüdőtuberkulózisban.

## Válogatott festmények

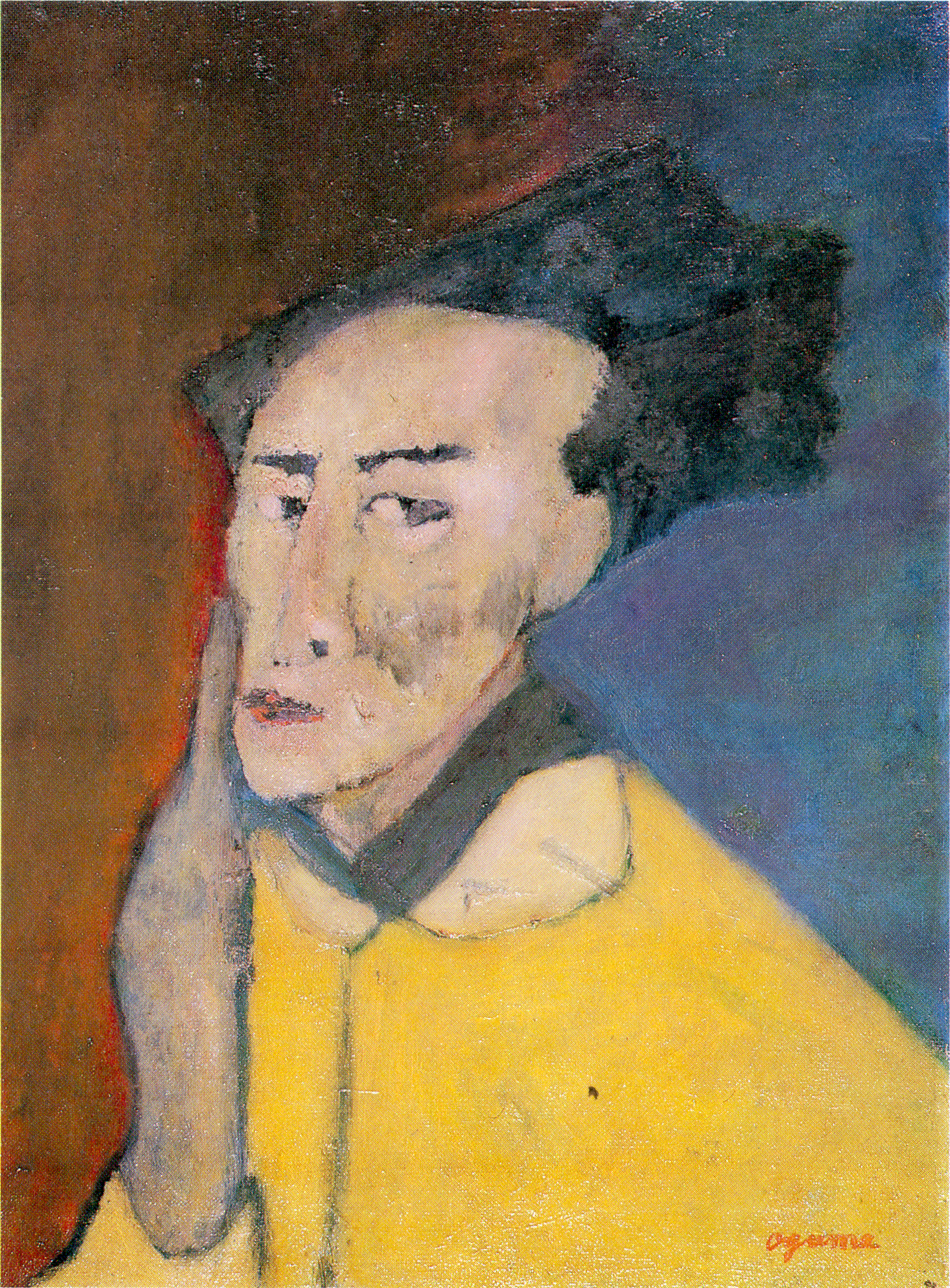
Önarckép (1938)
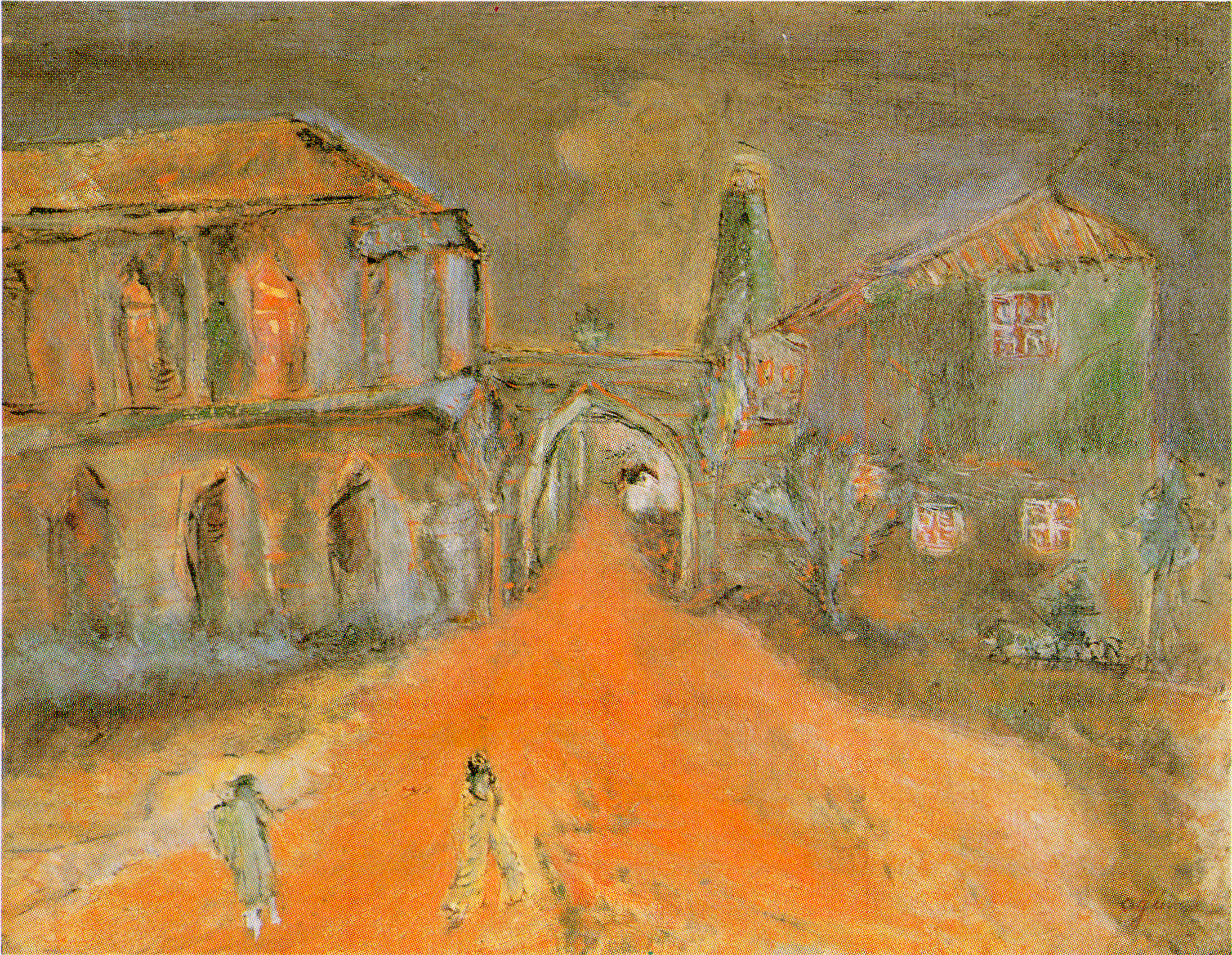
A Rikkjó Egyetem a lenyugvó napon (1935)
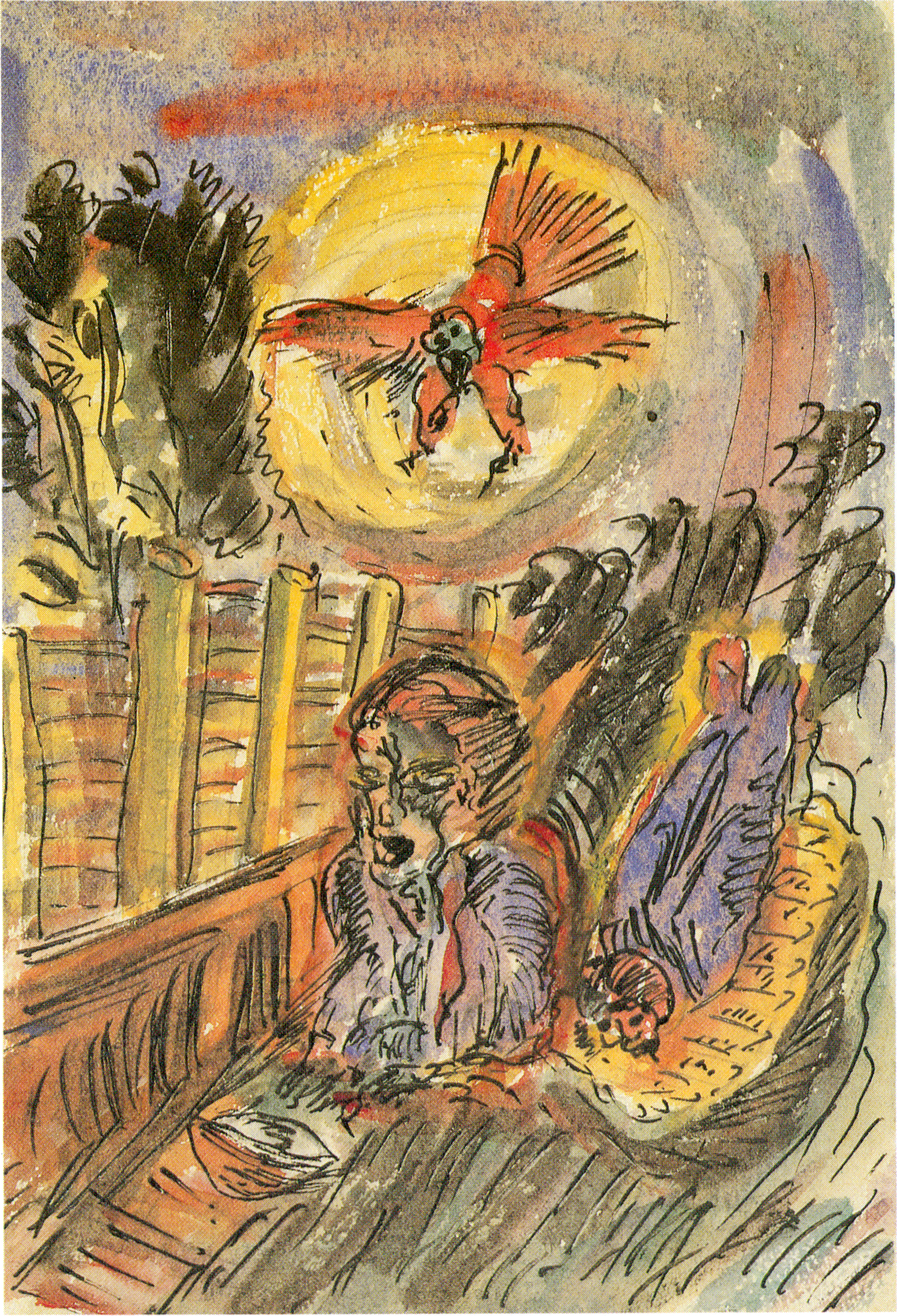
Egy kép a ragyogó repüléshez
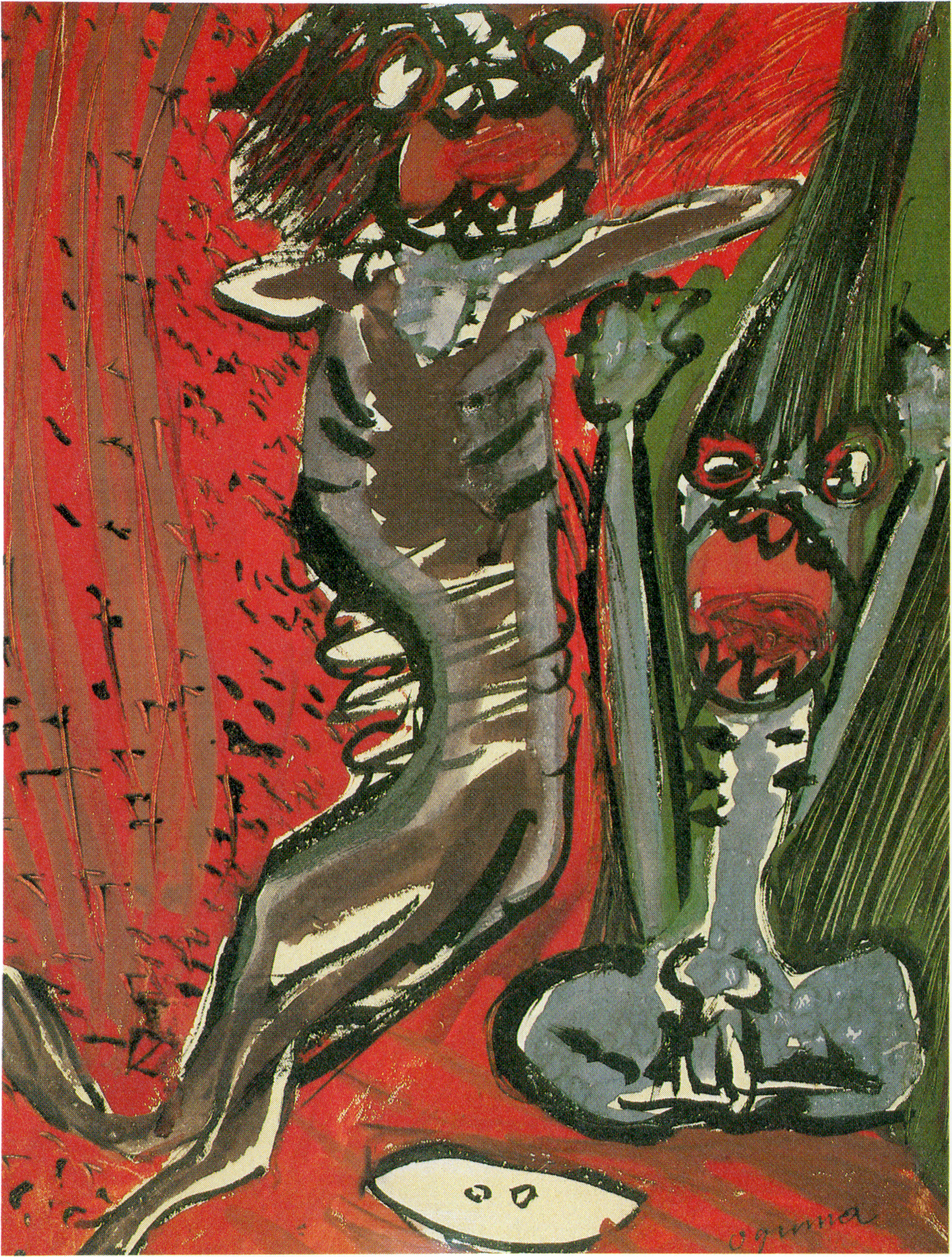
Éhezés
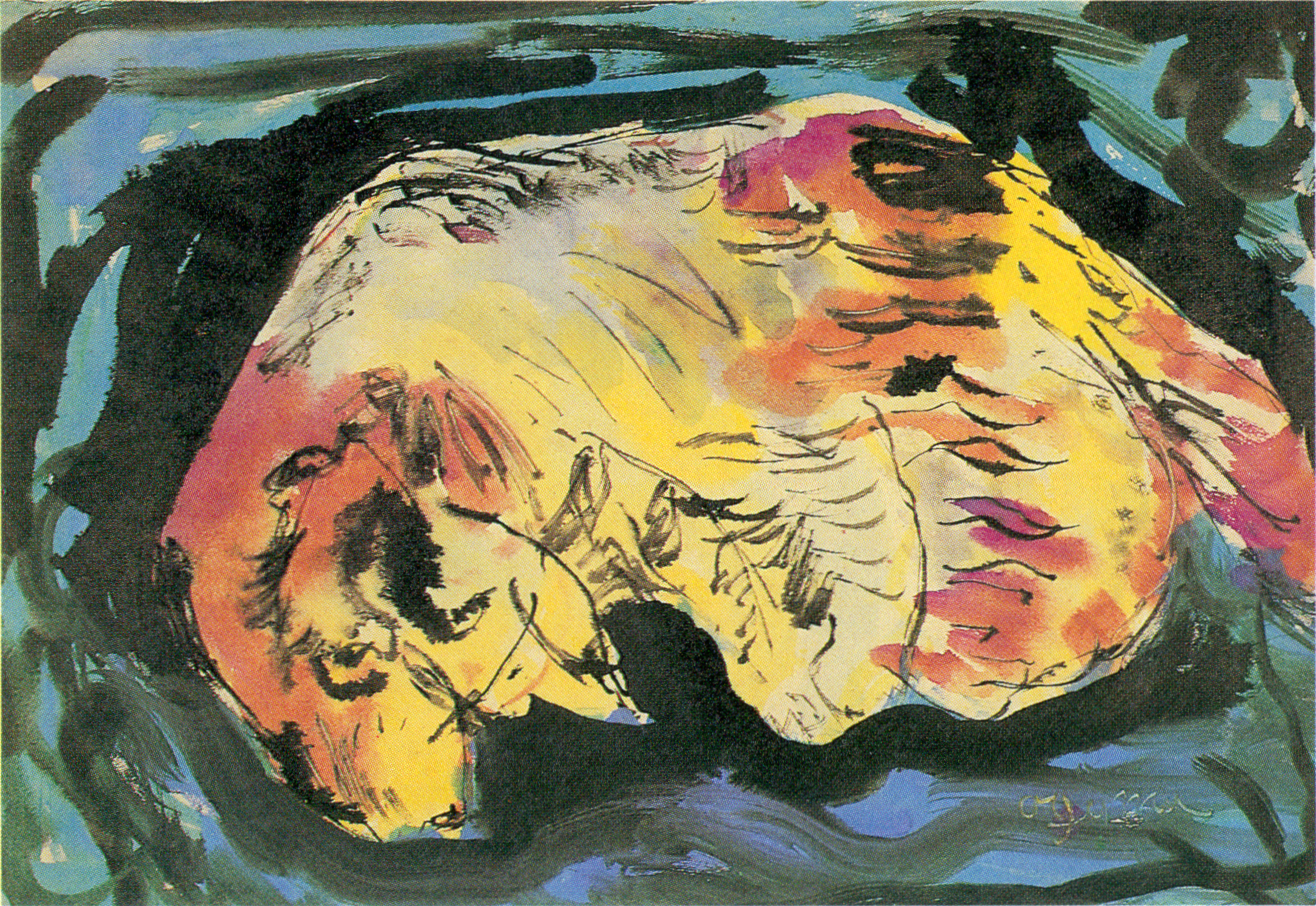
Egy macska
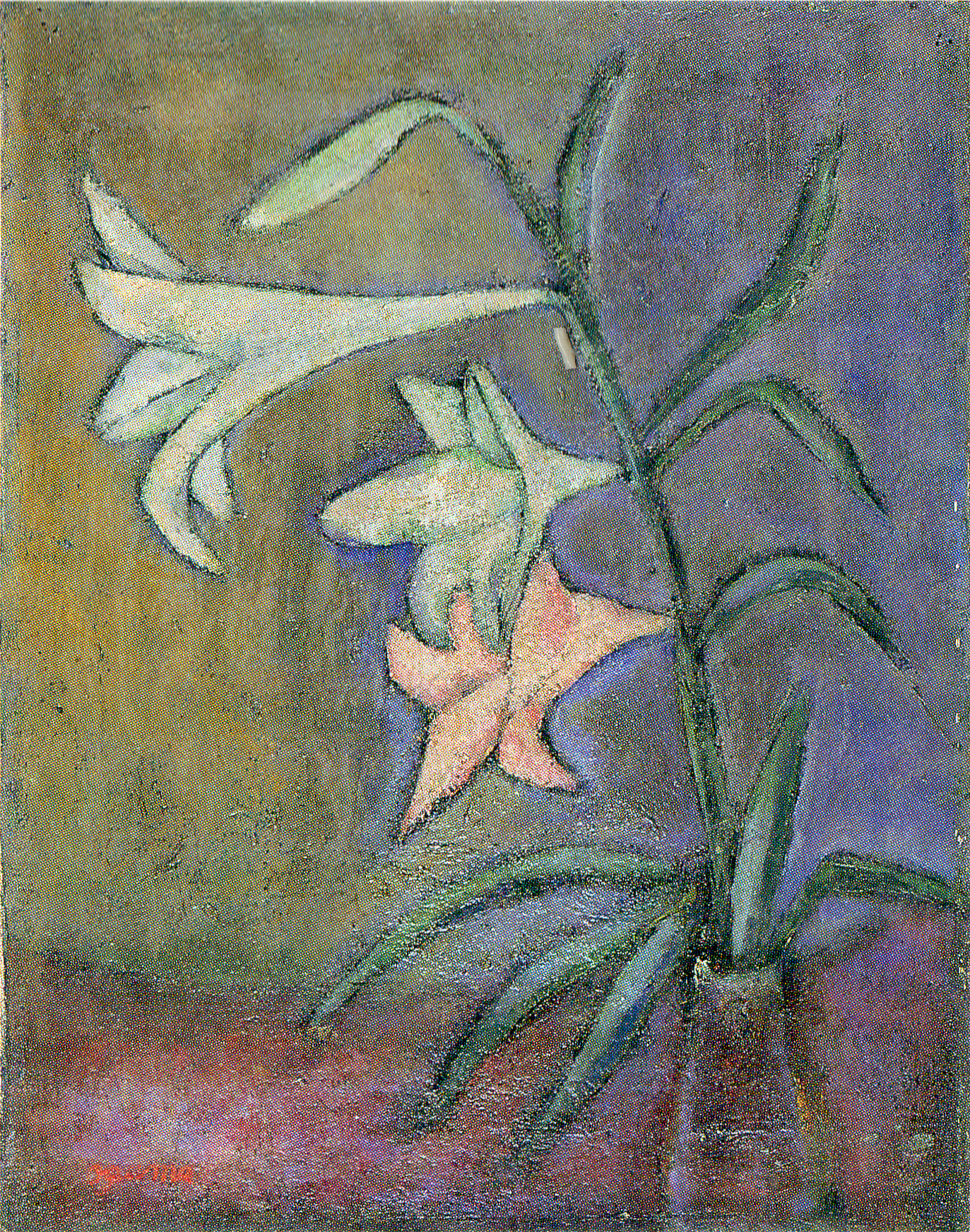
Liliomok virágai
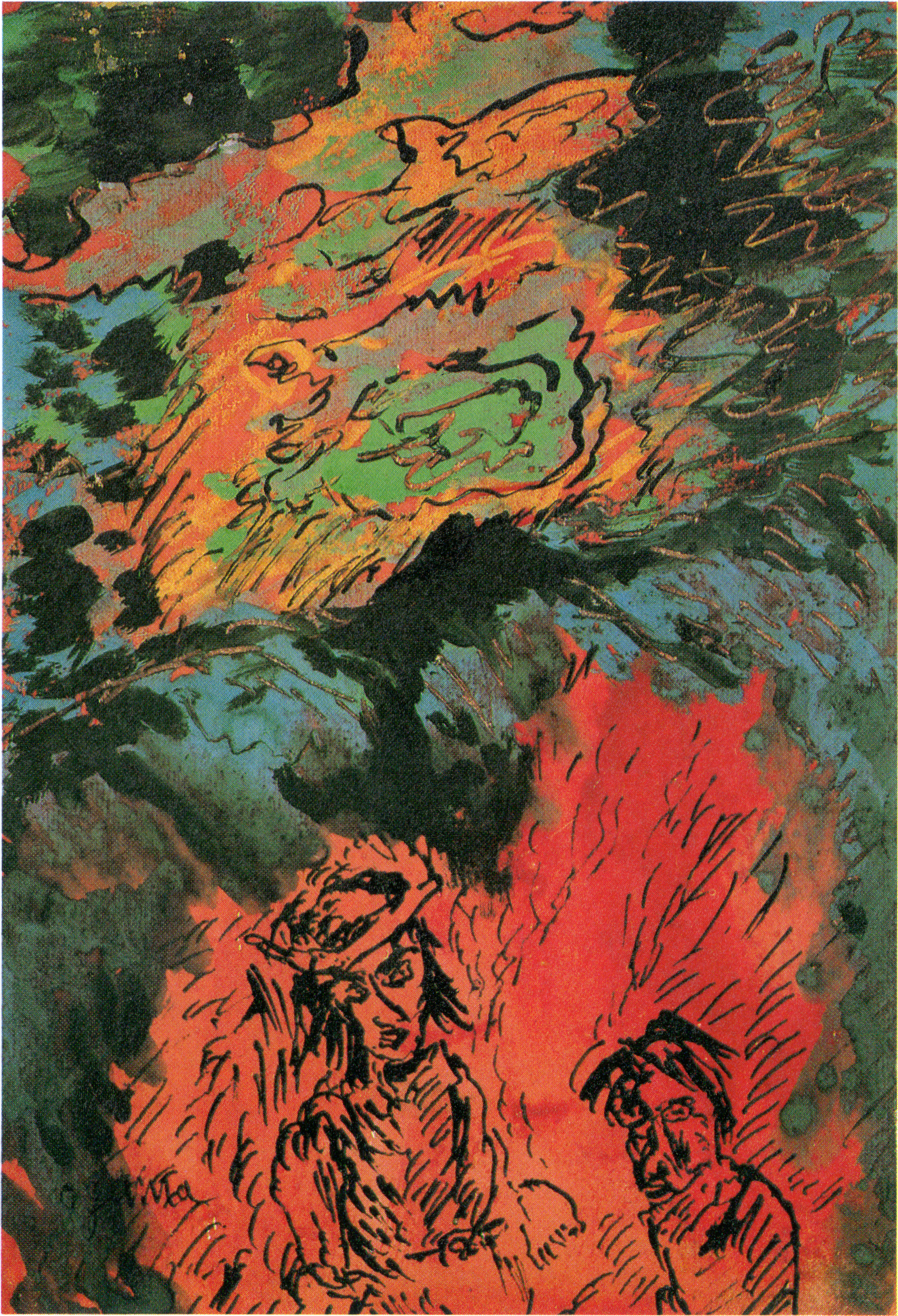
Figurák

## Válogatott rajzok

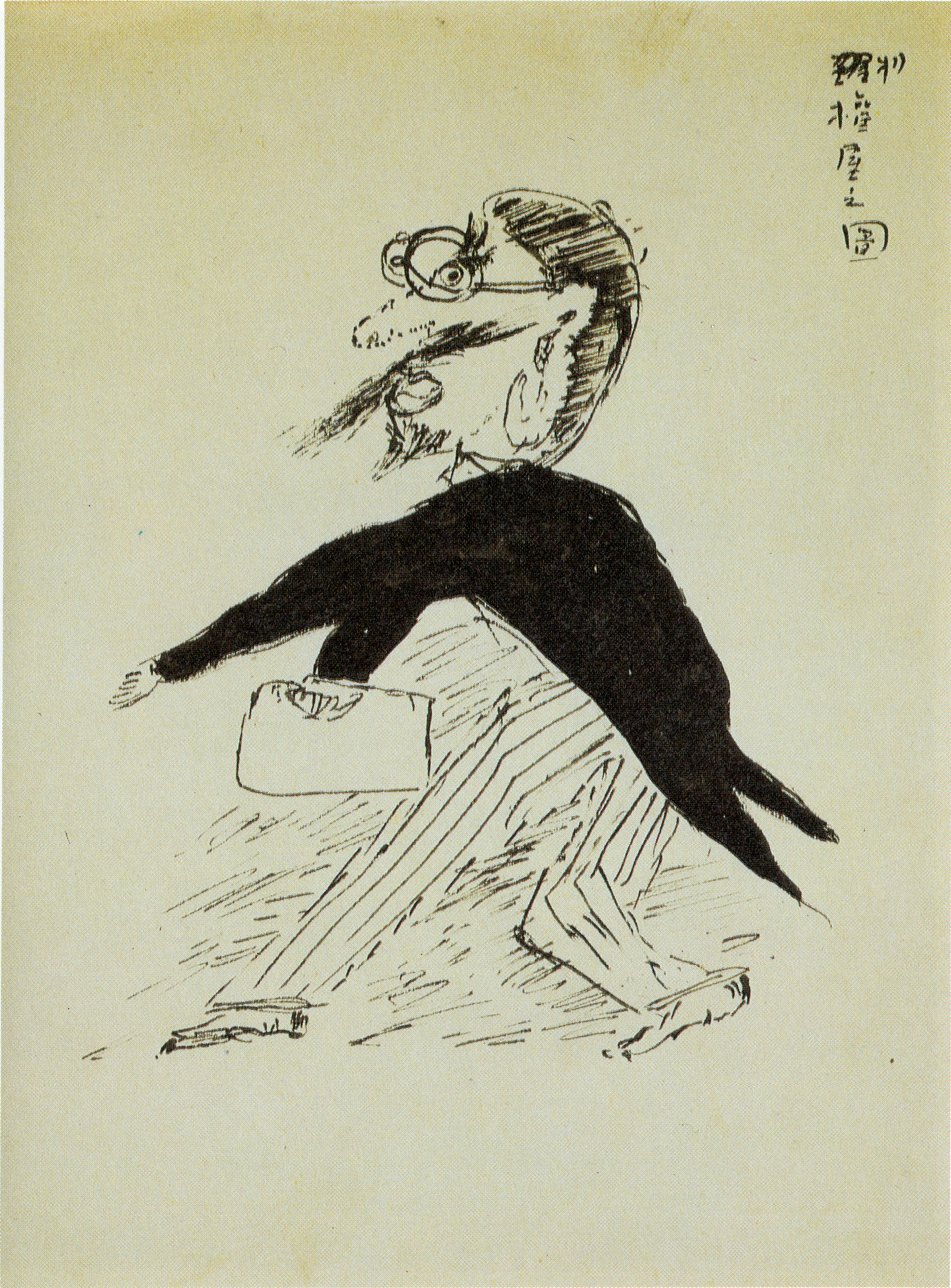
Egy elkényeztetett ember
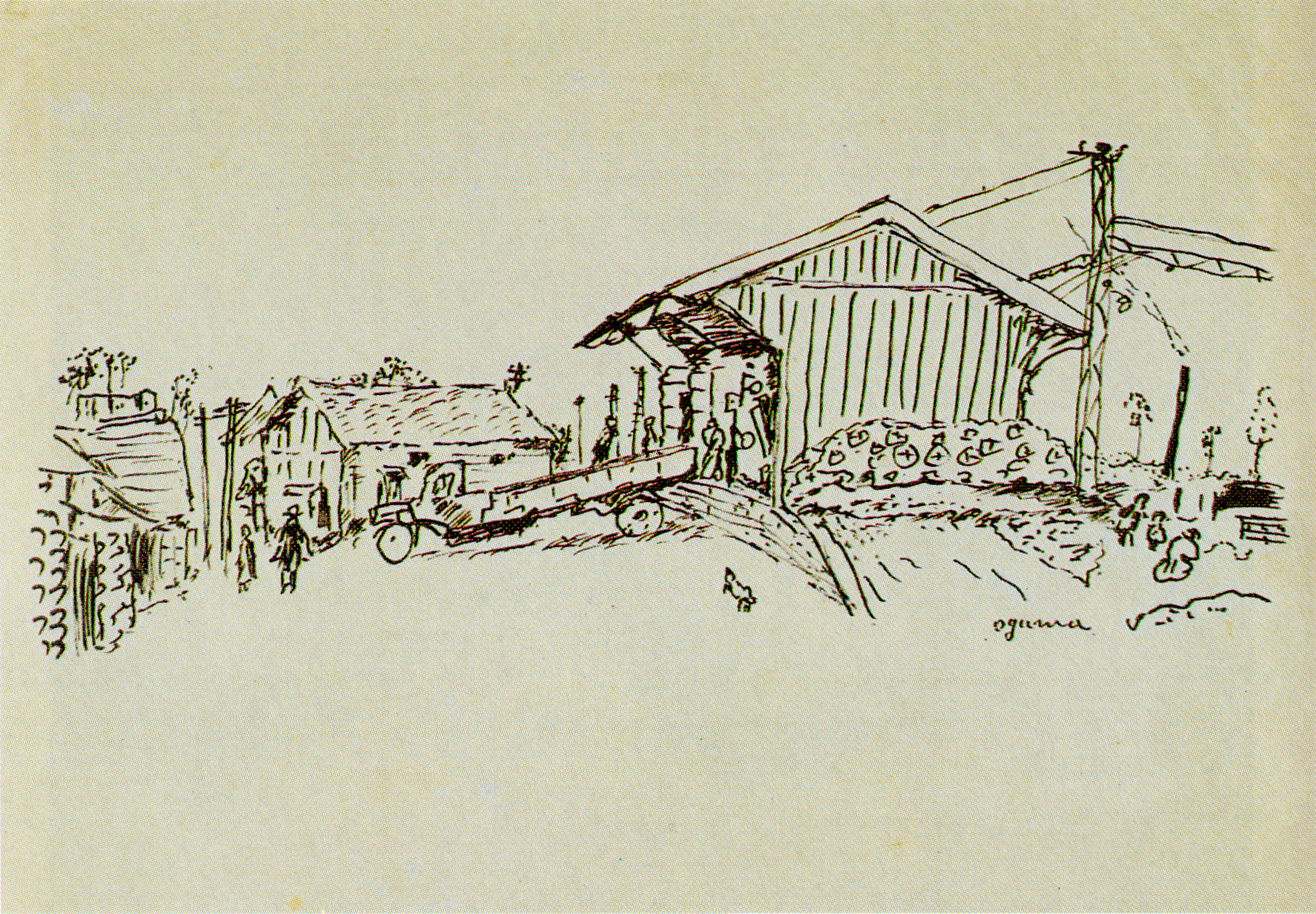
Teherraktár az Ikebukuro állomáson

## Fordítás
- Ez a szócikk részben vagy egészben  a   Hideo Oguma című angol Wikipédia-szócikk ezen változatának fordításán alapul.  Az eredeti cikk szerkesztőit annak laptörténete sorolja fel. Ez a jelzés csupán a megfogalmazás eredetét és a szerzői jogokat jelzi, nem szolgál a cikkben szereplő információk forrásmegjelöléseként.
- Ez a szócikk részben vagy egészben  az   Oguma Hideo című német Wikipédia-szócikk ezen változatának fordításán alapul.  Az eredeti cikk szerkesztőit annak laptörténete sorolja fel. Ez a jelzés csupán a megfogalmazás eredetét és a szerzői jogokat jelzi, nem szolgál a cikkben szereplő információk forrásmegjelöléseként.